# Siegfried Kapper
Siegfried Kapper (21. března 1820 Smíchov – 7. června 1879 Pisa) byl český a německý romantický básník, spisovatel, cestovatel a lékař.

## Život

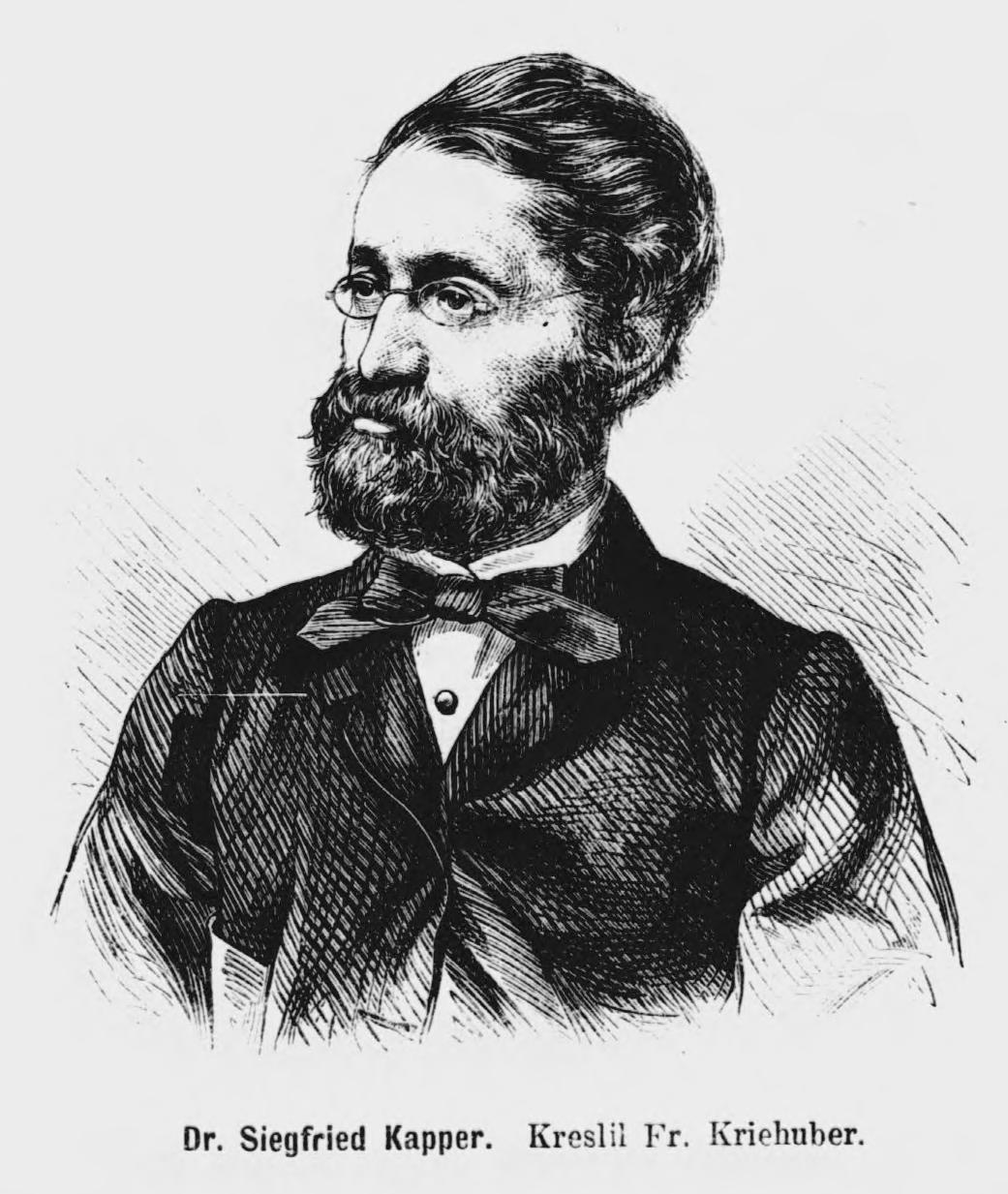
Siegfried Kapper (1870)

Narodil se jako Isaac Salomon Kapper v rodině židovského učitele, navštěvoval českou školu na Smíchově a od roku 1830 gymnázium na Malé Straně. V letech 1836-1839 studoval filosofii na Karlově univerzitě, zajímal se o českou literaturu a spřátelil se s mladými českými básníky, zejména s Karlem Sabinou a V. B. Nebeským. Hlásil se k české, německé i židovské totožnosti a snažil se smiřovat nacionální nepřátelství, což mu mnozí vytýkali. Po ročním pobytu jako domácí učitel v Rusku vystudoval v letech 1841-1847 medicínu ve Vídni a stal se lékařem v chorvatském Karlovaci. Roku 1843 vydal svoji prvotinu „České listy“, kterou však česká kritika odmítla. Roztrpčen odmítavými postoji českých vzdělanců (zejména Karla Havlíčka), začal se zajímat o jihoslovanské jazyky a kulturu, hodně cestoval a psal většinou německy.
Roku 1848 odejel do Vídně, kde působil jako novinář, a po porážce revoluce cestoval po Uhrách a Bosně a napsal několik cestopisů. Po cestách v Německu a v Itálii se roku 1854 vrátil do Čech, oženil se a působil jako lékař v Dobříši a od roku 1860 v Mladé Boleslavi.  Po roce 1870 se přestěhoval do Prahy a publikoval také česky. Předválečný Spolek akademiků židů přijal jeho jméno a na jeho rodném domě zasadil pamětní desku.

## Dílo
V německém prostředí měly Kapprovy spisy velký úspěch. Jeho živé cestopisy po Srbsku, Chorvatsku, Bosně, Bulharsku a Rumunsku spojují nadšení pro lidové kultury a poezii s ostrou pozorovací schopností etnografa. Řada jeho německých básní, inspirovaných českou a srbskou lidovou poezií, byla zhudebněna např. J. Brahmsem a zlidověla nejen v Německu.
- Slavische Melodien (Slovanské melodie,1844)
- Südslawische Wanderungen (Cesty mezi jižními Slovany, 1851)
- Die serbische Bewegung in Süd-Ungarn (Srbské hnutí v jižních Uhrách, 1851, historická monografie)
- Gesänge der Serben (Zpěvy Srbů, 1852; česky 1872)
- Christen und Türken (Křesťané a Turci, 1854)
- Lazar, der Serbenczar (Lazar, car Srbů. Podle hrdinských pověstí a písní, 1851)
- Herzel und seine Freunde. Bilder aus dem böhmischen Schulleben (Herzl a jeho přátelé. Obrázky ze školního života v Čechách, 1853)
- Falk. Eine Erzählung (1853)
- Das Vorleben eines Künstlers. Roman (1855)
- Die Handschriften von Königinhof und Grünberg. Altböhmische Poesien aus dem 10. bis 12. Jahrhundert (Královédvorský a Zelenohorský rukopis. Staročeská poezie z 10. až 12. století, 1859. Překlad a úvod.)
- Das Böhmerland. Wanderungen und Ansichten mit Illustrationen (Čechy, Cesty a názory s ilustracemi, 1863)
- Märchen aus dem Küstenlande (Pohádky přímořské, 1865, česky 1873 a 1998)
- Serbische Nationalpoesie II. (Srbská lidová poezie, 1871)
- Gusle. Serbische Gedichte (Gusle. Srbské básně, 1874, česky 1876) [3] [2]